# Mycetia nepalensis
Mycetia nepalensis là một loài thực vật có hoa trong họ Thiến thảo. Loài này được H.Hara mô tả khoa học đầu tiên năm 1977.